# ハインリヒ・アルデグレーファー
ハインリヒ・アルデグレーファー（Heinrich Aldegrever 、本名: Hinrik Trippenmäker 、1502年生まれ、1555年から1561年の間に死去）はドイツの画家、版画家である。

## 略歴
現在のノルトライン＝ヴェストファーレン州のパーダーボルンの木靴職人の息子に生まれた。本名の姓、Trippenmäkerは木靴職人の意である。パーダーボルンの画家組合に記録がないので、絵を学んだのはゾーストであったと考えられている。
19歳になった1521年にミュンスターの画家、ルドガー・トム・リング(Ludger tom Ring der Ältere)の工房で働いた記録がある。アルデグレーファーの作品にはヨース・ファン・クレーフェやヤン・ホッサールトといったオランダの画家の影響が見られ、修行の旅の間にオランダを訪れたと考えられている。
ヴェストファーレン地域の重要な町であったゾーストで働くようになり、1525年から聖マリア・ツーア・ヴィーゼ教会(St.Maria zur Wiese)の祭壇画を描いた。当時名声をえていたアルブレヒト・デューラー(1471年-1528年)の強い影響から銅版画の制作に移り、名声を得た。
1526年か1527年にゾーストの市民権を得て、ゾーストの画家組合に入会した。
宗教改革の時代の画家で、宗教改革の指導者、マルティン・ルターやフィリップ・メランヒトン、ミュンスターの反乱の指導者、ヤン・ファン・ライデンの肖像版画も制作した。

## 作品

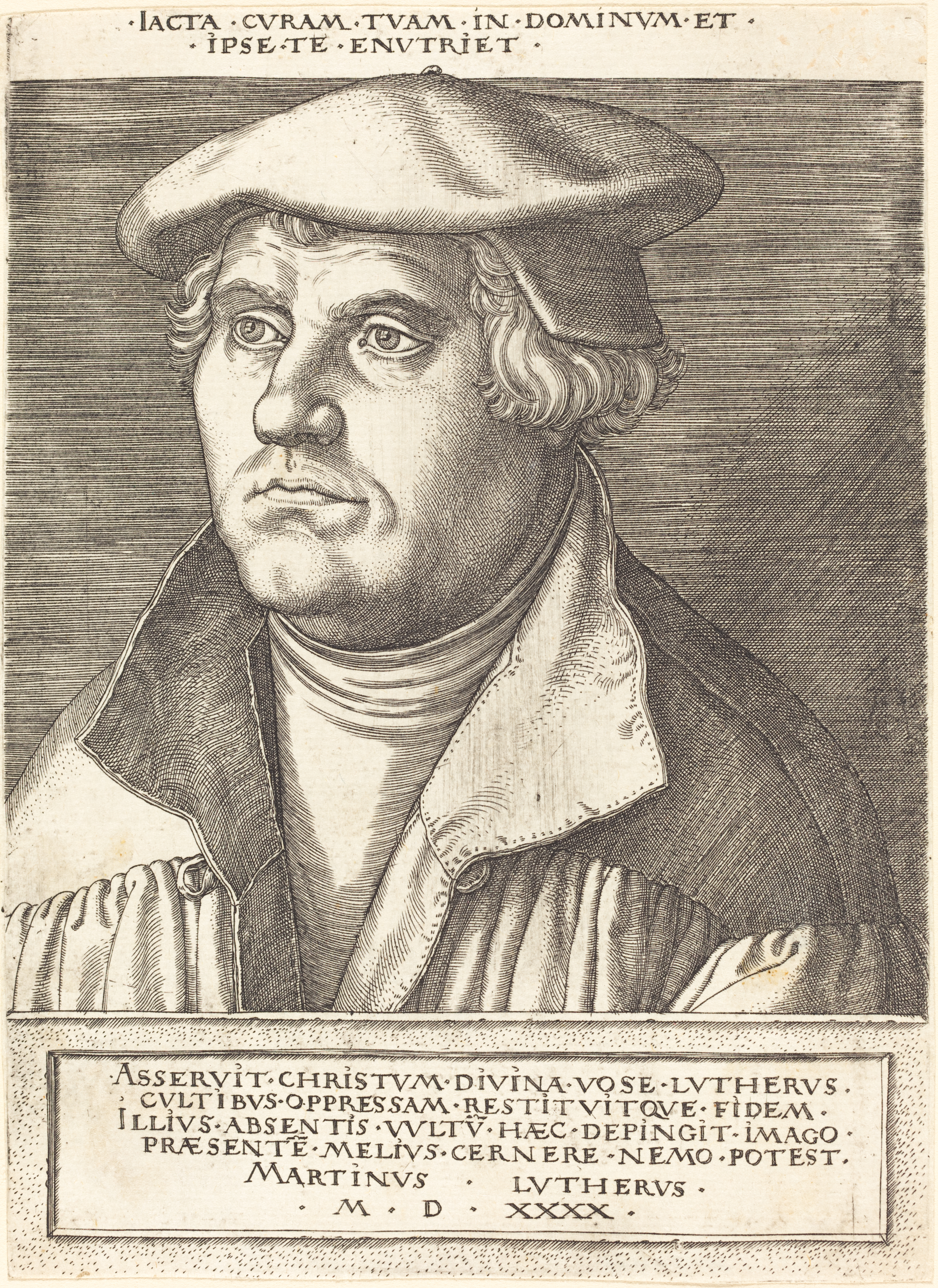
マルティン・ルター
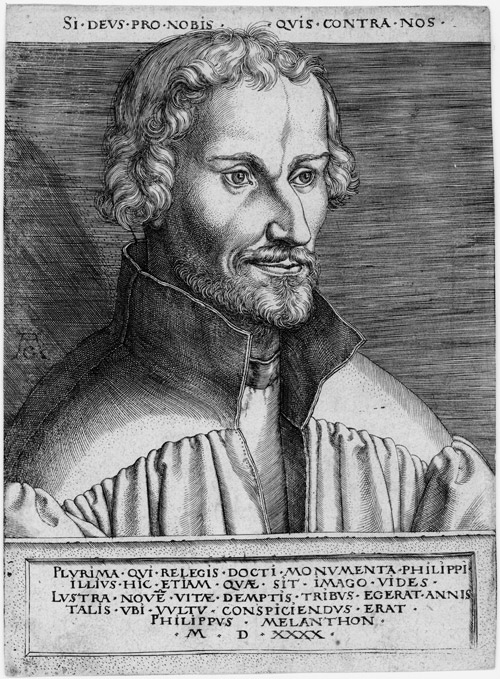
フィリップ・メランヒトン
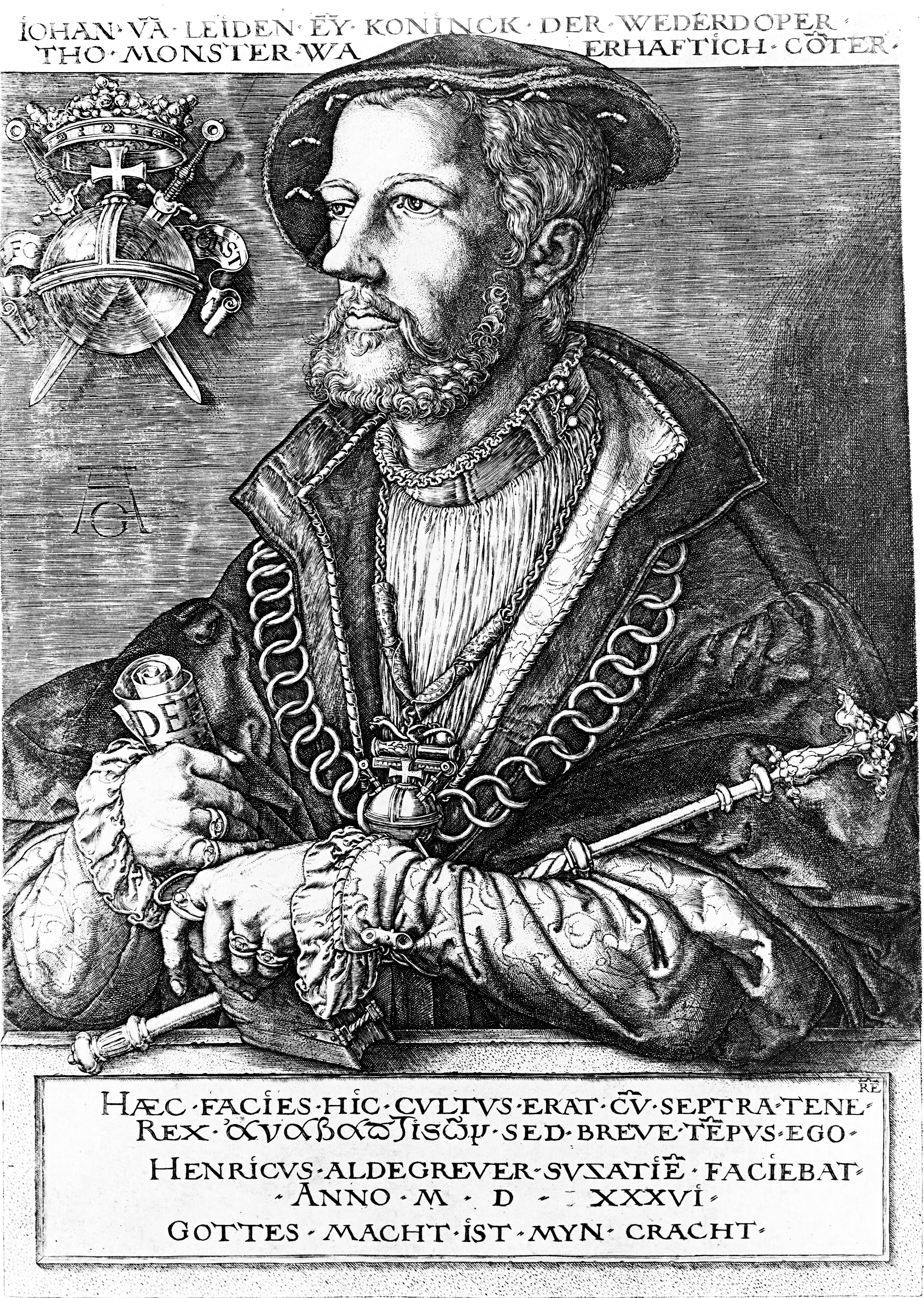
ヤン・ファン・ライデン
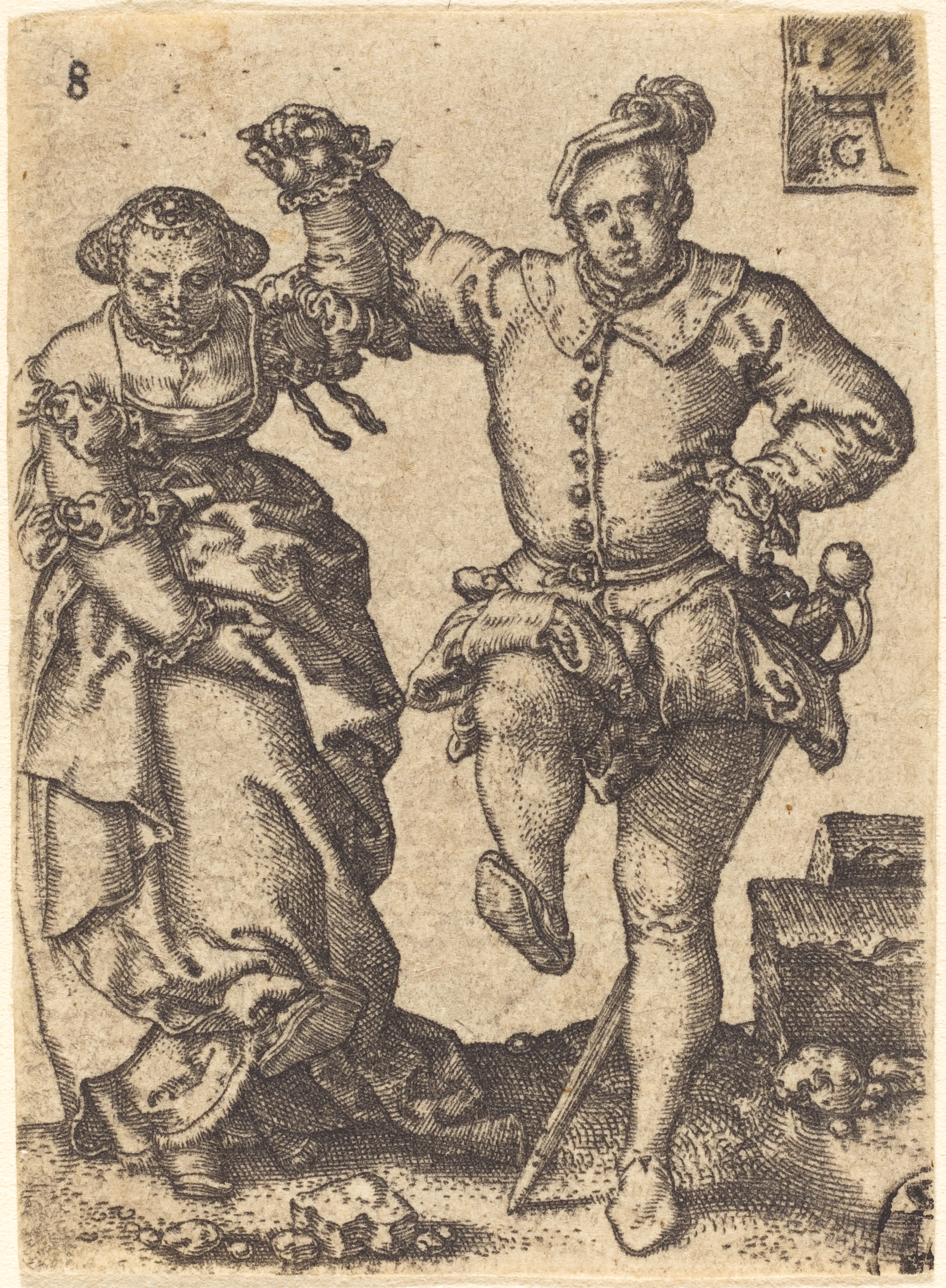
踊るカップル
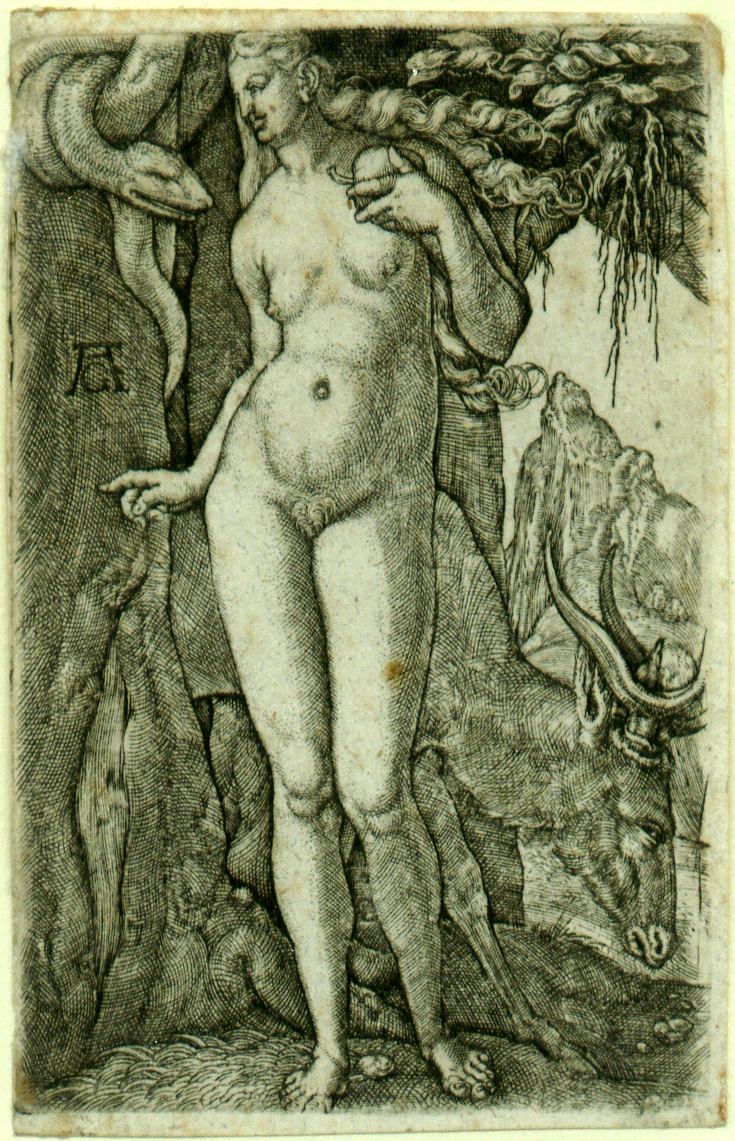
Eve with a stag
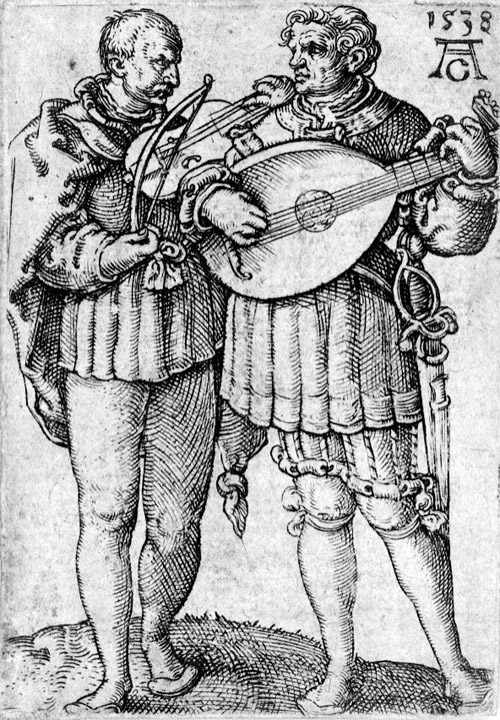
音楽家
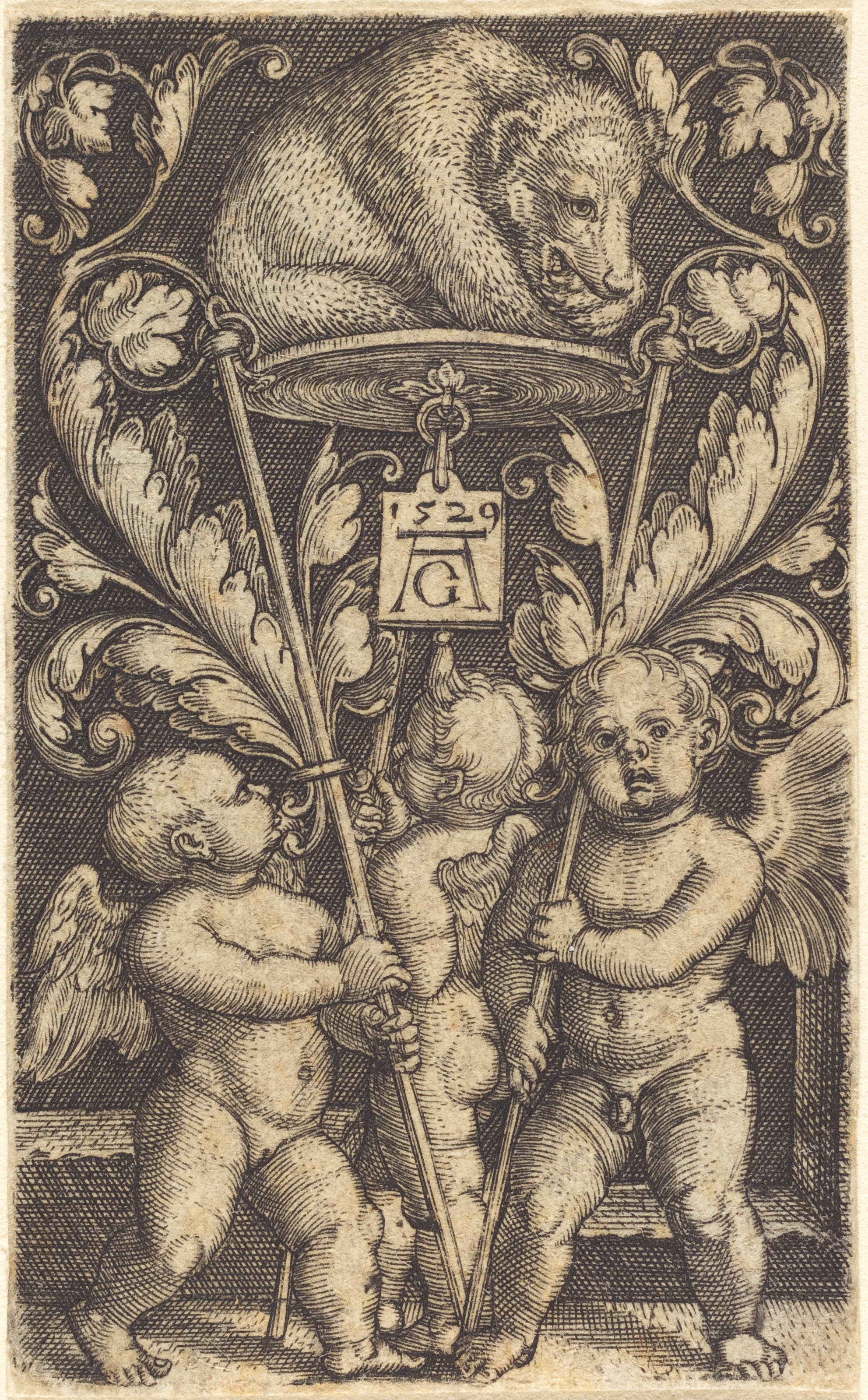
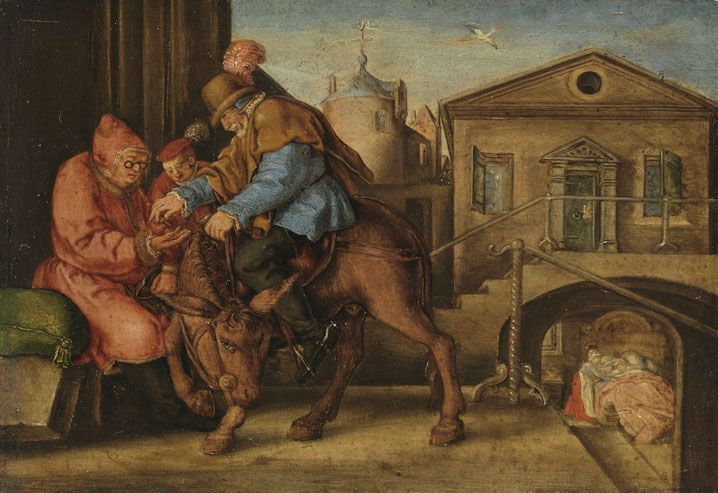
油絵